# Sosnowiec-Pieńki
Sosnowiec-Pieńki (pronunciación en polaco: /sɔsˈnɔvjɛts ˈpjɛj̃kʲi/) es un pueblo ubicado en el distrito administrativo de Gmina Stryków, dentro del condado de Zgierz, Voivodato de Łódź, en el centro de Polonia.